# Elaenia fallax
Elénia-jamaicana-grande ou guaracava-das-grandes-antilhas (Elaenia fallax) é uma espécie de ave da família Tyrannidae.
Pode ser encontrada nos seguintes países: Ilhas Cayman, República Dominicana, Haiti e Jamaica.
Os seus habitats naturais são: florestas subtropicais ou tropicais húmidas de baixa altitude e regiões subtropicais ou tropicais húmidas de alta altitude.